# Cmentarz żydowski w Kraśniczynie
Cmentarz żydowski w Kraśniczynie – kirkut społeczności żydowskiej niegdyś zamieszkującej Kraśniczyn. Nie wiadomo dokładnie kiedy powstał, być może miało to miejsce w XIX wieku. Ma powierzchnię 0,3 ha. Znajduje się w południowo-zachodniej części miejscowości, przy obecnej ulicy Strażackiej. Został zniszczony podczas II wojny światowej. Obecnie na terenie cmentarza otoczonym resztkami ogrodzenia zachowało się kilkanaście nagrobków.